# Derick Martini
Derick Martini, född 2 december 1975 i New York, är en amerikansk regissör och manusförfattare.